# Viktor Mamatov
Viktor Mamatov (n. 21 iulie 1937, Belovo, RSFS Rusă, URSS – d. 27 octombrie 2023, Moscova, Rusia) a fost un biatlonist ce a reprezentat Uniunea Republicilor Sovietice Socialiste, medaliat olimpic. A participat la 2 ediții ale Jocurilor Olimpice (1968, 1972) în care a câștigat două medalii de aur.